# 금남초등학교 (전북)
금남초등학교는 대한민국 전북특별자치도 김제시 금산면 용산리에 있었던 공립 초등학교이다.

## 학교 연혁
- 1963.04.01 원평초등학교 용산분교 설치 인가
- 1966.04.02 금남초등학교 개교
- 1983.03.01 병설유치원 개원
- 1996.03.01 금남초등학교로 개칭
- 2021.09.01 제20대 양향숙 교장 부임
- 2022.02.10 제53회 졸업(총 졸업생 2,412명)
- 2022.03.01 3학급 편성(5학급 운영)
- 2024.02.29 58년만에 폐교

## 참고 자료
- 금남초등학교 - 한국교육학술정보원 학교알리미